# Партизанський дуб
Партизанський дуб — ботанічна пам'ятка природи місцевого значення, розташована на вулиці Братів Зерових в Солом'янському районі м. Києва. Заповіданий у грудні 2004 року..

## Опис
Дерево являє собою дуб черещатий віком 360 років. Висота дерева 25 м, розгалуження стовбуру починається на висоті 6 м, на висоті 1,2 м дерево має в охопленні 6 м.
Дерево огороджене, виділене дорожніми знаками.

## Галерея

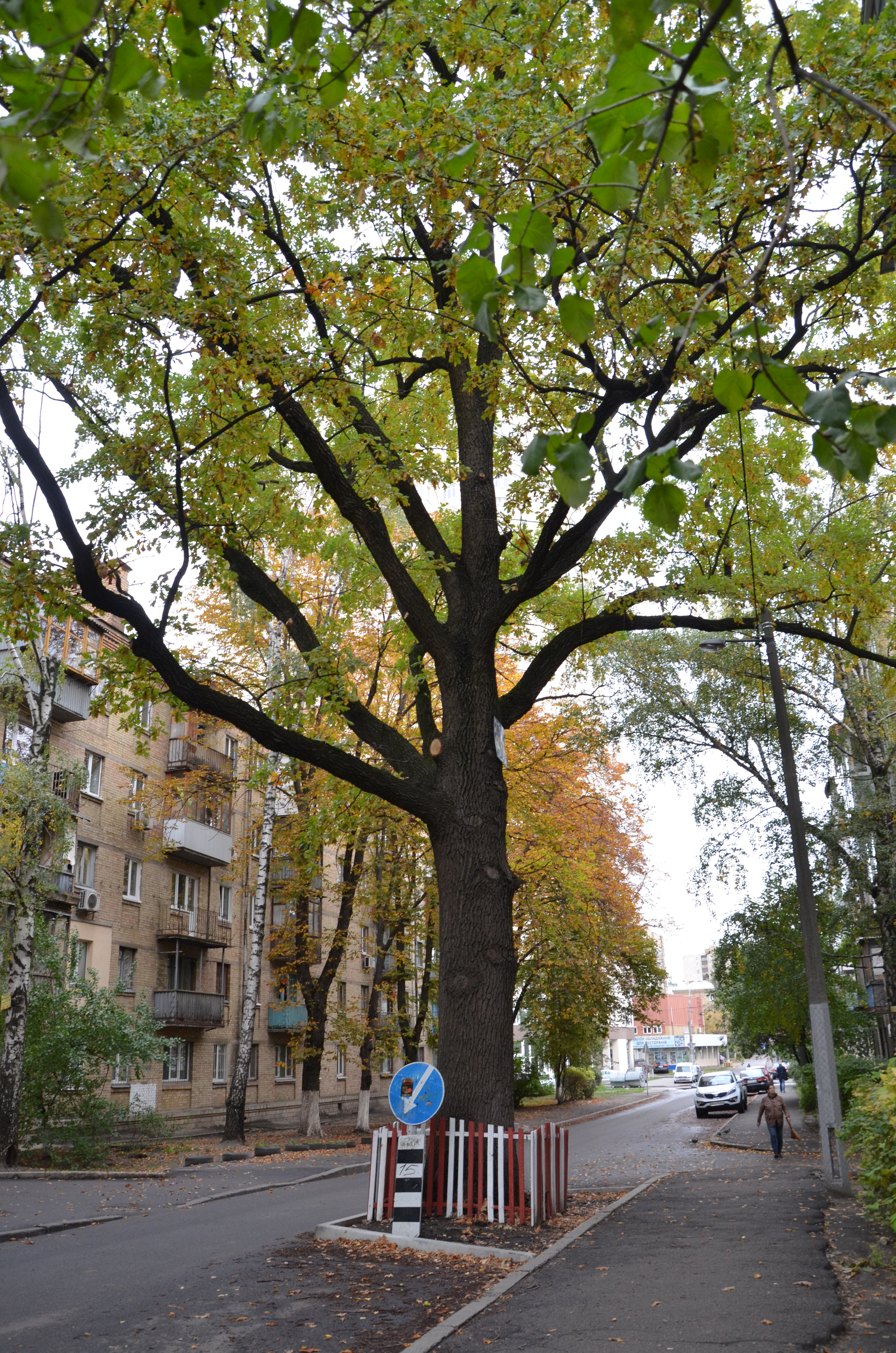
Партизанський дуб. 13 жовтня 2017 року
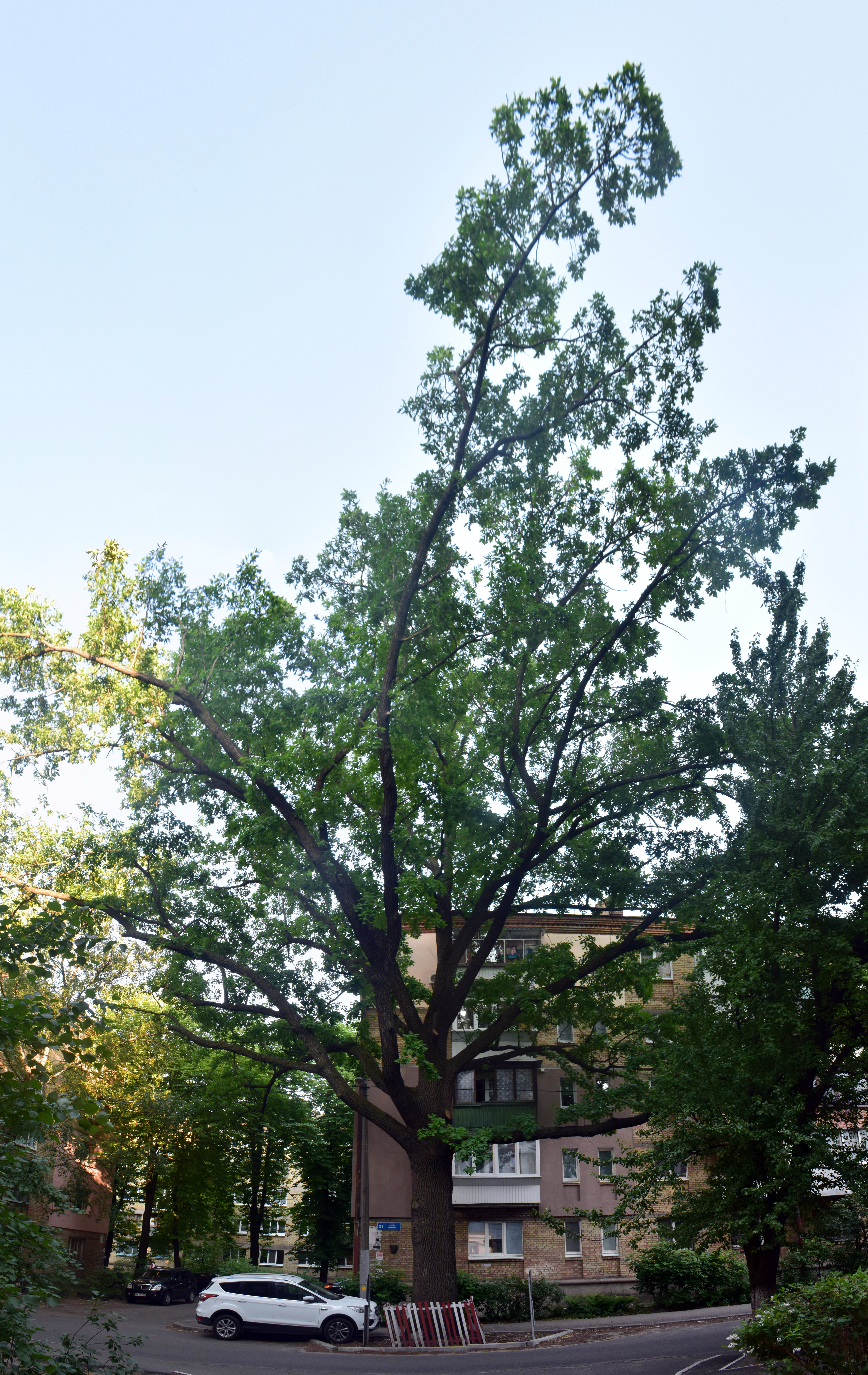
Партизанський дуб. 30 травня 2018 року
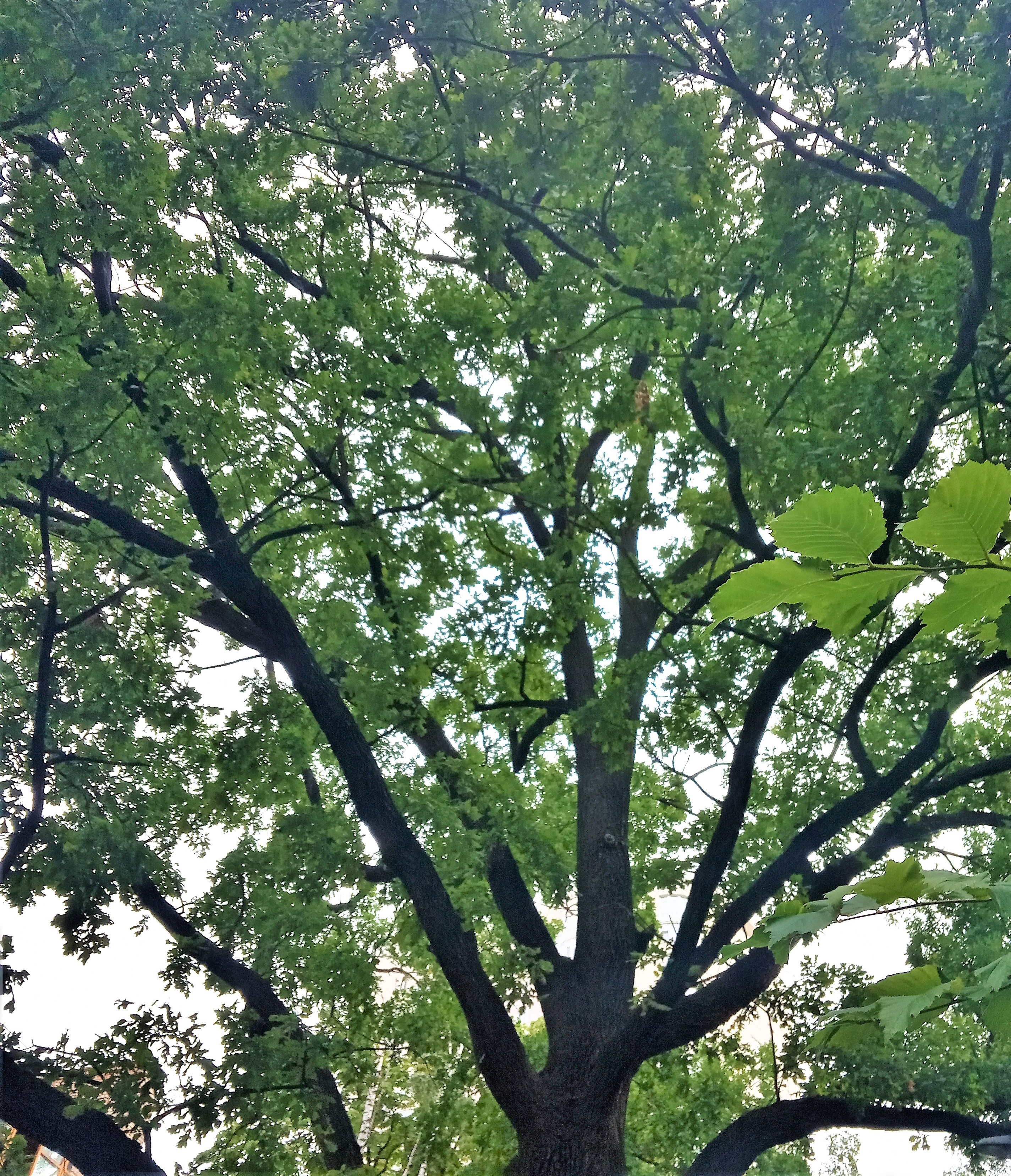
Партизанський дуб. 31 липня 2020 року
Партизанський дуб. 30 травня 2018 року
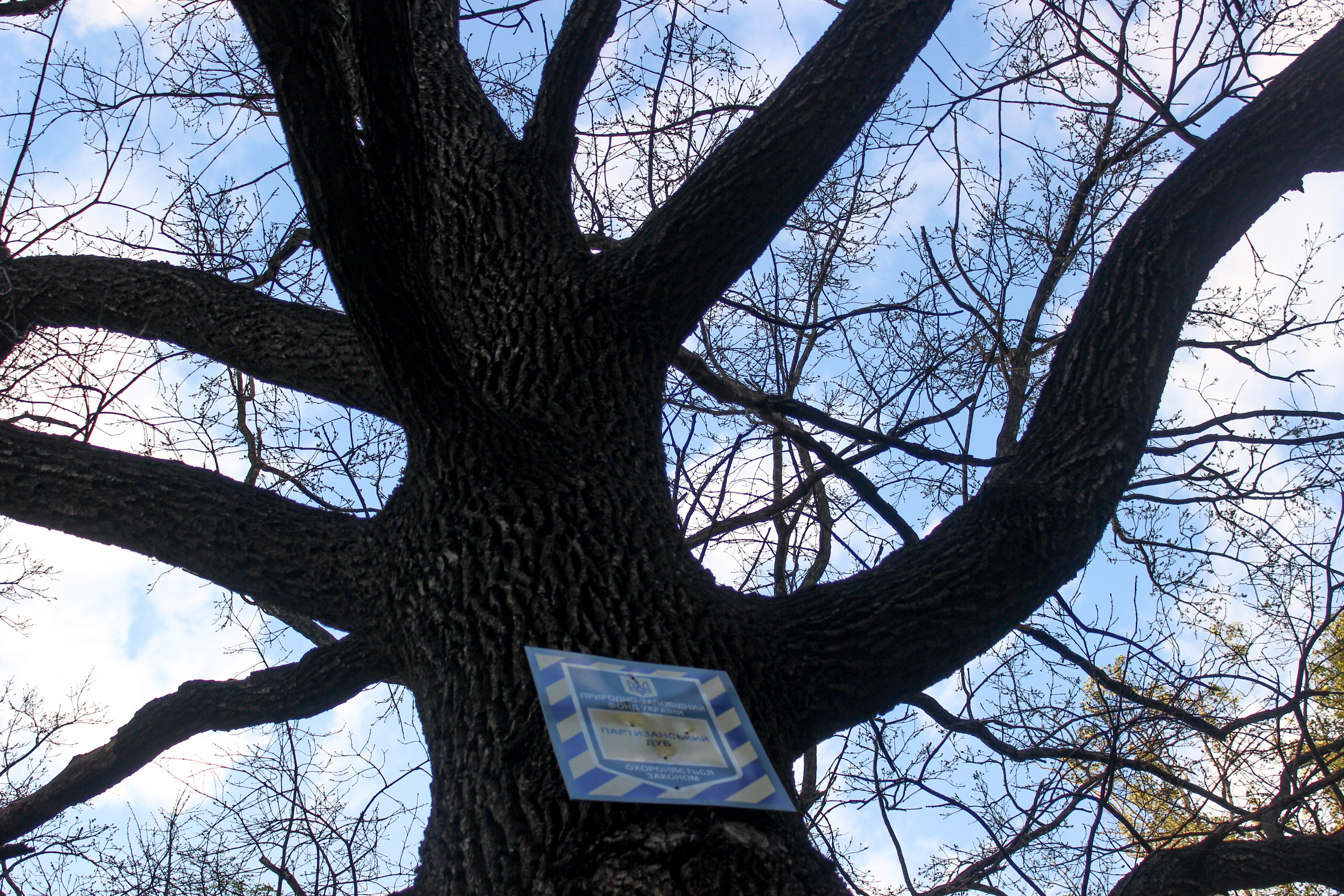
Партизанський дуб. 28 квітня 2016 року